# David Daniels
 (août 2022).
Si vous disposez d'ouvrages ou d'articles de référence ou si vous connaissez des sites web de qualité traitant du thème abordé ici, merci de compléter l'article en donnant les références utiles à sa vérifiabilité et en les liant à la section « Notes et références ».
Pour les articles homonymes, voir David Daniels (homonymie) et Daniels.
David Daniels est un contreténor américain né le 12 mars 1966 à Spartanburg en Caroline du Sud, ses parents étaient tous les deux professeurs de chant.
Il commence à étudier le chant au College-Conservatory of Music comme ténor, puis il devient contreténor à l'Université du Michigan.

## Carrière
Rôles à la scène:
- Hamor dans Jephtha de Haendel (Salzbourg, 1996)
- Arsamene dans Serse de Haendel (Boston, 1996, New york, 1997, Toronto 1999, Houston 2010).
- Tamerlano dans Tamerlano de Haendel (Glimmerglass, 1995, Munich, Washington, 2008)
- Lichas dans Hercules de Haendel (Amsterdam, Bruxelles, Vienne, Poissy, Grenoble, Lyon 2000, Chicago 2011)
- Didymus dans Theodora de Haendel (Glyndebourne, 1996)
- Arsace dans Partenope de Haendel (Glimmerglass 1998, Chicago 2003, Vienne 2009)
- Sesto dans Giulio Cesare in Egitto de Haendel (Londres 1997, New York 1999, New York 2000)
- Cesare dans Giulio Cesare in Egitto de Haendel (Miami, Fort Lauderdale 2000, Los Angeles, Amsterdam 2001, San Francisco, Paris 2002, Houston 2003, Glyndebourne 2006, New York 2007, Chicago 2007; Detroit 2012)
- Orlando dans Orlando de Haendel (Munich 2006)
- Rinaldo dans Rinaldo de Haendel (Londres 1999, Munich, New York 2000, Munich 2001, Chicago 2012)
- Bertarido dans Rodelinda de Haendel (New York 2004, San Francisco 2005)
- David dans Saul de Haendel (Berkeley, 1993 ; Edimbourg, 1999 ; Munich 2003)
- Radamisto dans Radamisto de Haendel (Santa Fe, 2008; Vienne 2013)
- Oberon dans Le Songe d'une nuit d'été de Britten (Ann Arbor, 1995; Londres 1996; Rome 1999; New York 2002, Barcelone 2005, Milan 2009, Chicago 2010)
- Nerone dans L'incoronazione di Poppea de Monteverdi (Glimmerglass 1994, New York 1996, Miami, Munich 1997, San Francisco 1998)
- Ottone dans L'incoronazione di Poppea de Monteverdi (Los Angeles 2006).
- Orfeo dans Orphée et Eurydice de Gluck (Londres 2001, Chicago 2006, New York 2007, Atlanta 2009, Minneapolis 2010, New York 2011)
- Farnace dans Mithridate de Mozart (Londres 2005)
- Roberto dans Griselda, de Vivaldi (Santa Fe Opera 2011)
- Prospero dans The Enchanted Island, pasticcio assemblé par William Christie et Jeremy Sams (New York 2011-12)

## Vie privée
David Daniels est marié au chef d'orchestre Scott Walters depuis 2014.

## Affaire judiciaire
Le couple Daniels et Walters a été condamné en plaider coupable, à l'été 2023 par le tribunal de Houston (Texas) pour un viol commis sur la personne de Samuel Schulzt, chanteur baryton, étudiant universitaire en chant âgé aux moment des faits, de 23 ans
Le viol avait été commis par ruse (boisson droguée), en 2010 au domicile du couple, mais la victime n'avait porté plainte qu'en 2019.

## Discographie
- Georg Friedrich Haendel, Theodora, Dawn Upshaw, Loraine Hunt, David Daniels, Richard Croft. William Christie. 1996 (DVD)
- Claudio Monteverdi, L'Incoronazione di Poppea, Anna Caterina Antonacci, David Daniels, Dominique Visse, Kurt Moll. Bavarian State Orchestra, Ivor Bolton. Farao Classics 1998 (enr. live au Prinzrengentehtheater pendant le Munich Opera Festival, 1997).
- Thomas Arne: Alfred, Christine Brandes, David Daniels. Philharmonia Baroque Orchestra, Nicholas McGegan. Deutsche Harmonia Mundi.
- Sento Amor, Operatic Arias Wolfgang Amadeus Mozart, Christoph Willibald Gluck, Georg Friedrich Haendel, Orchestra of the Age of Enlightenment, Harry Bicket. Virgin Veritas 1999 (enr. Abbey Road Studio No 1, London 1999).
- Alessandro Scarlatti: Cantates, Arcadian Academy, Nicholas McGegan. Deutsche Harmonia Mundi 1998 (enr. Theater C, State University of New York at Purchase, 1998).
- Georg Friedrich Haendel, Operatic Arias, Orchestra of the Age of Enlightenment, Sir Roger Norrington, Virgin Veritas 1998 (enr. Abbey Road Studio No 1, London 1998).
- Georg Friedrich Haendel, L'Allegro, il Penseroso ed il Moderato, Christine Brandes, Lynne Dawson, David Daniels, Ian Bostrdge, Alastair Miles. Ensemble Orchestral de Paris, John Nelson. Virgin Classics 2000 (enr. Notre Dame du Liban, Paris 1999).
- Georg Friedrich Haendel, Rinaldo, Bernarda Fink, Cecilia Bartoli, David Daniels, Daniel Taylor, Bejun Metha. The Academy of Ancient Music, Christopher Hogwood. Decca.
- Georg Friedrich Haendel, Rinaldo, David Daniels, David Walker, Deborah York. Prinzrengententheater Munich, Harry Bicket. (DVD).
- Serenade, Martin Katz, piano. Virgin Classics, 2000 (enr. Air Studios London)
- Antonio Vivaldi Stabat Mater, Nisi Dominus, Longue Mala. Europa Galante, Fabio Biondi. Virgin Classics 2001 (enr. American Academy of Arts and Letters New York 2001).
- Georg Friedrich Haendel, Oratorio Arias, Ensemble Orchestral de Paris, John Nelson. Virgin Classics 2002 (enr. Notre Dame du Liban, Paris 2000)
- Georg Friedrich Haendel, Hercules, Anne Sophie Von Otter, Lynne Dawson. Les Musiciens du Louvre, Mark Minkowski. Archiv.
- Benjamin Britten:The Canticles, Ian Bostridge, David Daniels, Christopher Maltman, Julius Drake piano. Virgin Calssics 2002.
- A Quiet Thing: Songs for Voice and Guitar. Graig Ogden, guitar. Virgin Classics, 2003 (enr. Décembre 2002, American Academy of Arts & Letters, New York, USA - Mars 2003, Arsenal de Metz, France)
- Henry PurcellDido and Aeneas, Susan Graham; Ian Bostridge, Camilla Tilling, Felicity Palmer, David Daneils, Cecile de Boever, Paul Agnew. Le Concert d'Astrée, Emmanuelle Haïm. Virgin Veritas 2003 (enr. Arsenal de Metz, France, 2003).
- Les Nuits d'été airs de Berlioz, Fauré, Ravel. Ensemble Orchestral de Paris, John Nelson. Virgin Classics 2004 (enr. IRCAM Centre national d'art et de culture Georges-Pompidou Paris 2003).
- Antonio Vivaldi: Bajazet, Ildebrando d'Arcangelo, David Daniels, Patrizia Ciofi, Vivica Genaux, Marijana Mijanovic, Elina Garanca. Europa Galante, Fabio Biondi. Virgin Classics 2005 (enr. Studio Flagey Brussels, Belgique 2004).
- Benjamin Britten: A Midsummer Night's Dream, David Daniels, Ophelia Sala, Peter Rose. Symphony Orchestra of the Gran Theatro del Liceu, Harry Bicket. Virgin Classics 2006 (DVD).
- Pergolesi: Stabat Mater, Salve Regina, Dorothea Roschmann, Europa Galante, Fabio Biondi. Virgin Classics 2006 (enr. Studio Flagey, Brussels Belgique 2005).
- Johann Sebastian Bach: Sacred Arias and Cantatas. English Concert, Harry Bicket. Virgin Classics 2008

## Crédit
- (es) Cet article est partiellement ou en totalité issu de l’article de Wikipédia en espagnol intitulé « David Daniels » (voir la liste des auteurs).